# Bitva u ostrova Chios
Bitva u ostrova Chios, známá též jako bitva u Çeşme nebo bitva u Česmy, se odehrála 5. až 7. července 1770 mezi ostrovem Chios a zálivem Çeşme. Byla to rozhodující námořní bitva rusko-turecké války.

## Okolnosti
Rusko-turecká válka byla vyhlášena v roce 1768. Osmanské říši v ní šlo o posílení, resp. udržení své nadvlády v Černém moři. Téměř rok byly připravovány bojové akce, které pak vypukly na jižních hranicích Ruska. Připravené ruské jednotky počáteční turecký nápor odrazily. Boje potom pokračovaly na Krymu, při dolním Dunaji a v Zakavkazsku.

## Průběh bitvy
Ruské loďstvo muselo na cestě z Baltského moře do Středozemního moře obeplout celou Evropu. K rozhodujícímu střetu s tureckým loďstvem došlo v Egejském moři u ostrova Chios, který se nachází v blízkosti dnešního tureckého pobřeží. Turecké početnější loďstvo zahájilo bitvu ve dvou řadách a na velkou vzdálenost způsobovalo ruské flotě citelné škody. Rusové bez ohledu na ztráty zkrátili vzdálenost mezi flotami na dostřel ručních zbraní. Z této vzdálenosti pálila ruská děla rychleji a přesněji než turecká a proto v turecké formaci vypukl zmatek, který se jeho velitel pokusil vyřešit ústupem do blízké zátoky pod ochranu pobřežních děl.
V poměrně malém zálivu byly turecké lodě blízko sebe. Toho se rozhodli využít ruští velitelé a v noci zaútočili. Nejprve do zálivu vplulo 7 řadových lodí a v přestřelce, která vypukla, vpluly do zálivu čtyři zápalné lodě. Dvě zápalné lodě se Turkům podařilo potopit, ale zbývající dvě způsobily v tureckém loďstvu dokonalou spoušť. Výbuchy munice rychle rozšířily oheň na celou flotu a jedinou řadovou loď, která se pokusila uprchnout, Rusové snadno zajali.

## Závěr
Po této bitvě, v níž bylo zničeno turecké loďstvo a která byla největší tureckou porážkou od bitvy u Lepanta (1571), následovaly pozemní bitvy u Largy, Kahulu a další, ve kterých Rusové většinou zvítězili. Přes snahu Francie, Rakouska a Anglie podepřít slábnoucí Osmanskou říši, byly zahájeny mírové rozhovory. Mírová smlouva z roku 1774 definitivně zajistila Ruskému impériu severní část pobřeží Černého moře (Nové Rusko) a Turecko se také zavázalo umožnit ruským lodím volný průjezd Bosporem a Dardanelami.